# Джоко Іскандар
Джоко Іскандар (англ. Djoko Iskandar; народився 1950) — індонезійський зоолог, професор біосистематики та екології в Технологічному Інституті Бандунга (індонезійською — Institut Teknologi Bandung) — навчальному закладі в місті Бандунг, острів Ява, Індонезія. В 1978 році відкрив борнейську пласкоголову жабу — єдиний наразі відомий вид жаб, у якого відсутні легені.
Основні інтереси в науковій роботі зосереджені на дослідженні жаб роду Limnonectes.
Автор книги «Амфібії Яви та Балі».